# ヴォスホード (レーダー)
ヴォスホード（MR-600、ロシア語: МР-600 «Восход»）とは、ロシア海軍において開発された、長距離対空捜索用の三次元レーダーである。NATOコードは『トップ・セイル』。

## 概要
冷戦期、ロシア海軍はアメリカ海軍の空母機動部隊に対処するべく対空戦闘システムの強化に勤めていたが、それはレーダーも同様であった。中でも遠距離の艦砲の射程外より飛来してくる航空機を探知する手段として、空母と艦上で運用可能な早期警戒機を持たないロシア海軍にとってはレーダーが最も重要な対空兵器であった。
ヴォスホードはキンダ型ミサイル巡洋艦のMR-310「アンガラー」やクレスタⅠ型ミサイル巡洋艦のMR-500「クリーバー」の後継として開発され、クレスタⅡ型ミサイル巡洋艦より導入が始まった。
周波帯はL(C)バンドで、機械式走査により方位角、ビーム走査によって高角測定を行う三次元レーダーであり、高高度目標に対しては600㎞の探知距離を発揮できた。ヴォスホードは冷戦中期の対空捜索用レーダーとしては高性能であったが、フェーズドアレイレーダーが実用化された冷戦末期には陳腐化が否めず、パッシブ式フェーズドアレイレーダーの「マルス・パッサート」やアクティブフェーズドアレイレーダーの5P20K「ポリメント」が開発されている。

## 派生型
MR-800『フラグ』(NATOコード「トップ・ペア」)
MR-500『クリーバー』(NATOコード「ビッグ・ネット」)二次元長距離対空レーダーとMR-600を組み合わせたもの。「アンガラー」の改良型であるMR-310U「アンガラーM」（NATOコード「ヘッド・ネットC」）と同様に、2枚のパラボラアンテナを背中合わせに搭載するバック・トゥ・バック配置を採用している。
MR-650『ポドヴェレゾヴィク』（NATOコード「フラット・スクリーン」）
レーダーアンテナをパラボラアンテナからプレートアンテナに変更したもの。

## 装備艦艇

### MR-600
- クレスタⅡ型ミサイル巡洋艦
- カーラ型ミサイル巡洋艦
- モスクワ級ヘリ空母
- キエフ級航空母艦(3番艦まで）

### MR-800
- スラヴァ級ミサイル巡洋艦
- キーロフ級ミサイル巡洋艦

### MR-650
- カーラ型ミサイル巡洋艦3番艦「ケルチ」（改装時）
- スラヴァ級ミサイル巡洋艦2番艦「マーシャル・ウスチノフ」（改装時）
- インド海軍航空母艦「ヴィクラマーディティヤ」（改装時、マルス・パッサートから変更）
- キーロフ級ミサイル巡洋艦3番艦「アドミラル・ナヒーモフ」（改装時）